# Dziemionek
Dziemionek – jezioro w Polsce, położone w województwie kujawsko-pomorskim, w powiecie włocławskim, w gminie Włocławek.

## Położenie i charakterystyka
Jezioro leży na południowy wschód od Włocławka, w Kotlinie Płockiej, natomiast w regionalizacji przyrodniczo-leśnej – w mezoregionie Kotliny Toruńsko-Płockiej. Określane jest jako zarastające. Według danych Lasów Państwowych przedstawiane jest jako bagno. Leży na terenie zlewni Struga–Zuzanka–Wisła ze zlewnią elementarną Struga od jez. Wikaryjskiego do ujścia. Otoczenie stanowią lasy należące do nadleśnictwa Włocławek, w tym głównie bór sosnowy. Wypływa z niego w kierunku wschodnim zanikający ciek, który zasila jezioro Rybnica.
Wody jeziora obejmuje obwód rybacki Jeziora Rybnica na rzece Rybniczanka Nr 3.
W jego pobliżu przebiega żółty szlak turystyczny „Północny”. Brzegi są trudno dostępne.
Jezioro było wzmiankowane w 1534 roku jako Dziemyenie, a w 1965 określano je jako Dziemionek lub Dziemienie. Nazwa wywodzi się od nazwy osobowej – Dziemion (Damian).

## Morfometria
Powierzchnia jeziora wynosi 2,4 ha. Maksymalna długość jeziora to 240 m, a szerokość 140 m. Według numerycznego modelu terenu udostępnionego przez Geoportal lustro wody znajduje się na wysokości 59,9 m n.p.m., a według innego źródła na wysokości 59 m n.p.m.

## Przyroda
Jezioro leży na terenie powołanego w 1979 roku Gostynińsko-Włocławskiego Parku Krajobrazowego. Objęte jest użytkiem ekologicznym bez nadanej nazwy utworzonym w 1998.